# Étaing
Pour les articles ayant des titres homophones, voir Étain (homonymie).
Étaing est une commune française située dans le département du Pas-de-Calais en région Hauts-de-France. Ses habitants sont appelés les Étaignois.
La commune fait partie de la communauté de communes Osartis Marquion qui regroupe 49 communes et compte 42 651 habitants en 2021.

## Géographie

### Localisation
Localisée dans le sud-est du département du Pas-de-Calais et limitrophe du département du Nord, Étaing est une commune de la vallée de la Sensée située, à vol d'oiseau, à 7 km au sud de la commune de Brebières, à 12 km au sud-ouest de la commune de Douai (aire d'attraction) et à 15 km à l'est de la commune d’Arras (chef-lieu d'arrondissement et préfecture du Pas-de-Calais).
Le territoire de la commune est limitrophe de ceux de cinq communes, dont une, Lécluse, dans le département du Nord.
Les communes limitrophes sont  Dury, Lécluse, Sailly-en-Ostrevent, Tortequesne et Éterpigny.

### Géologie et relief
La superficie de la commune est de 5,1 km2 ; son altitude varie de 37  à   74 m.

### Hydrographie
Le territoire de la commune est situé dans le bassin Artois-Picardie.
La commune est traversée par six cours d'eau :
- la rivière la Sensée, d'une longueur de 27,07 km, qui prend sa source dans la commune de Saint-Léger et se jette dans le canal du Nord au niveau de la commune d'Arleux[4] ;

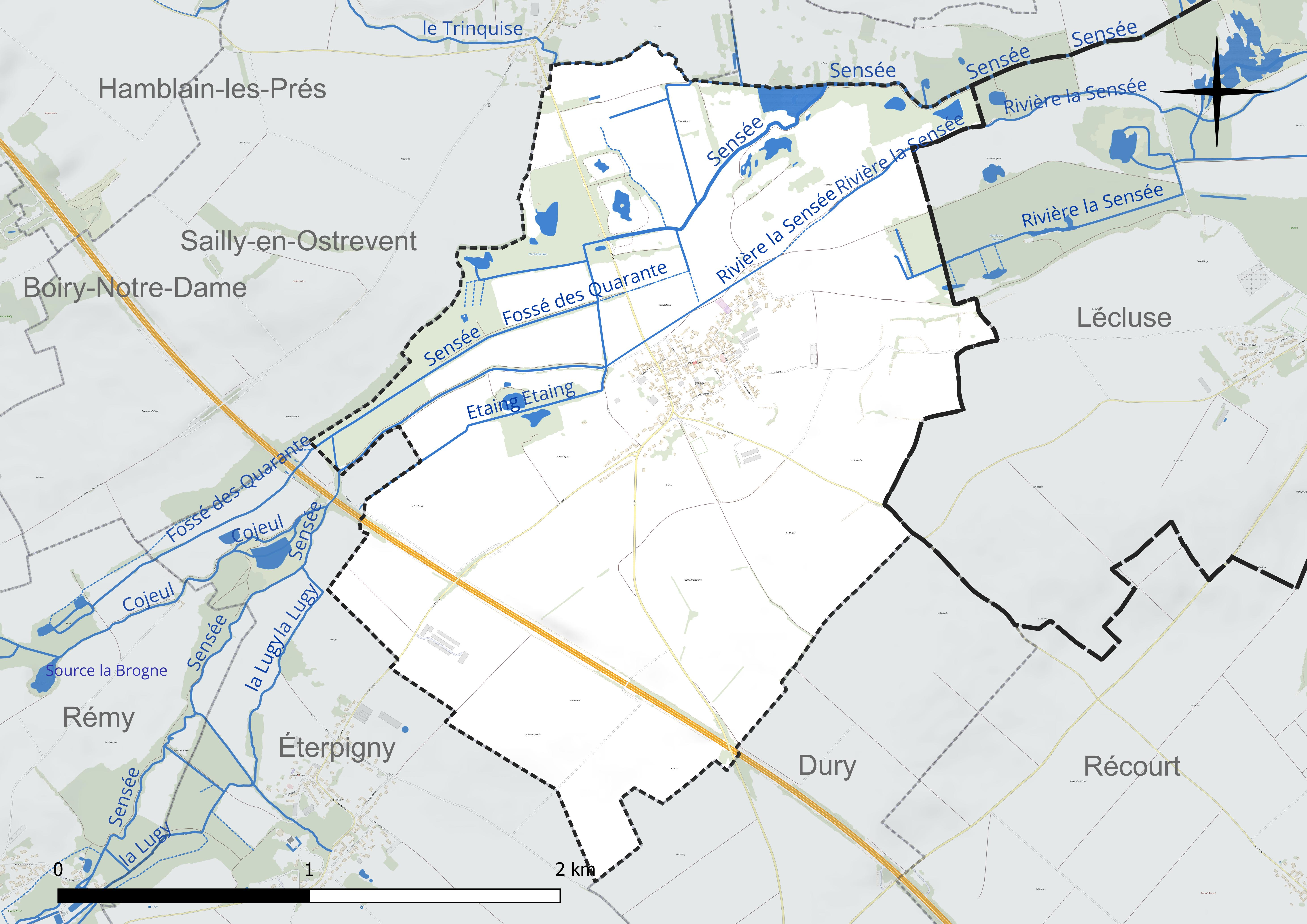
Réseau hydrographique d'Étaing.

- la rivière de la Sensée, d'une longueur de 9,92 km, qui prend sa source dans la commune et se jette dans la Sensée au niveau de la commune d'Arleux[5] ;
- le Trinquis, cours d’eau non navigable de 9,76 km, qui prend sa source dans la commune de Rœux et se jette dans la Sensée au niveau de la commune[6] ;
- le fossé des quarante, d'une longueur de 1,45 km, qui prend sa source dans la commune de Rémy et finit sa course dans la commune[7] ;
- l'Étaing, d'une longueur de 1,13 km, qui prend sa source dans la commune et se jette dans la Sensée au niveau de la commune[8] ;
- le ruisseau le marlenpuits, d'une longueur de 0,44 km, qui prend sa source dans la commune et se jette dans la Sensée au niveau de la commune[9].

### Climat
Pour des articles plus généraux, voir Climat des Hauts-de-France et Climat du Pas-de-Calais.
En 2010, le climat de la commune est de type climat océanique dégradé des plaines du Centre et du Nord, selon une étude du CNRS s'appuyant sur une série de données couvrant la période 1971-2000. En 2020, Météo-France publie une typologie des climats de la France métropolitaine dans laquelle la commune est exposée à un climat océanique et est dans la région climatique Nord-est du bassin Parisien, caractérisée par un ensoleillement médiocre, une pluviométrie moyenne régulièrement répartie au cours de l’année et un hiver froid (3 °C).
Pour la période 1971-2000, la température annuelle moyenne est de 10,6 °C, avec une amplitude thermique annuelle de 14,4 °C. Le cumul annuel moyen de précipitations est de 688 mm, avec 12,3 jours de précipitations en janvier et 8,8 jours en juillet. Pour la période 1991-2020, la température moyenne annuelle observée sur la station météorologique la plus proche, située sur la commune de Wancourt à 10 km à vol d'oiseau, est de 10,8 °C et le cumul annuel moyen de précipitations est de 711,4 mm,. Pour l'avenir, les paramètres climatiques de la commune estimés pour 2050 selon différents scénarios d'émission de gaz à effet de serre sont consultables sur un site dédié publié par Météo-France en novembre 2022.

### Milieux naturels et biodiversité

#### Zones naturelles d'intérêt écologique, faunistique et floristique
L’inventaire des zones naturelles d'intérêt écologique, faunistique et floristique (ZNIEFF) a pour objectif de réaliser une couverture des zones les plus intéressantes sur le plan écologique, essentiellement dans la perspective d’améliorer la connaissance du patrimoine naturel national et de fournir aux différents décideurs un outil d’aide à la prise en compte de l’environnement dans l’aménagement du territoire.
Le territoire communal comprend une ZNIEFF de type 1 : le marais des Viviers et des Grandes Billes à Lécluse, d’une superficie de 321 hectares. Ce site se caractérise par une certaine diversité de biotopes dans un marais tourbeux.
et une ZNIEFF de type 2 : le complexe écologique de la vallée de la Sensée. Cette ZNIEFF de la vallée de la Sensée s’étend sur plus de 20 km depuis les communes de Remy et Haucourt jusqu’à la confluence de la rivière canalisée avec l’Escaut. Elle forme une longue dépression à fond tourbeux, creusée entre des plateaux aux larges ondulations ; Ostrevent au Nord, bas-Artois au Sud et Cambrésis à l’Est.

Carte des ZNIEFF de type 1 et 2 sur la commune
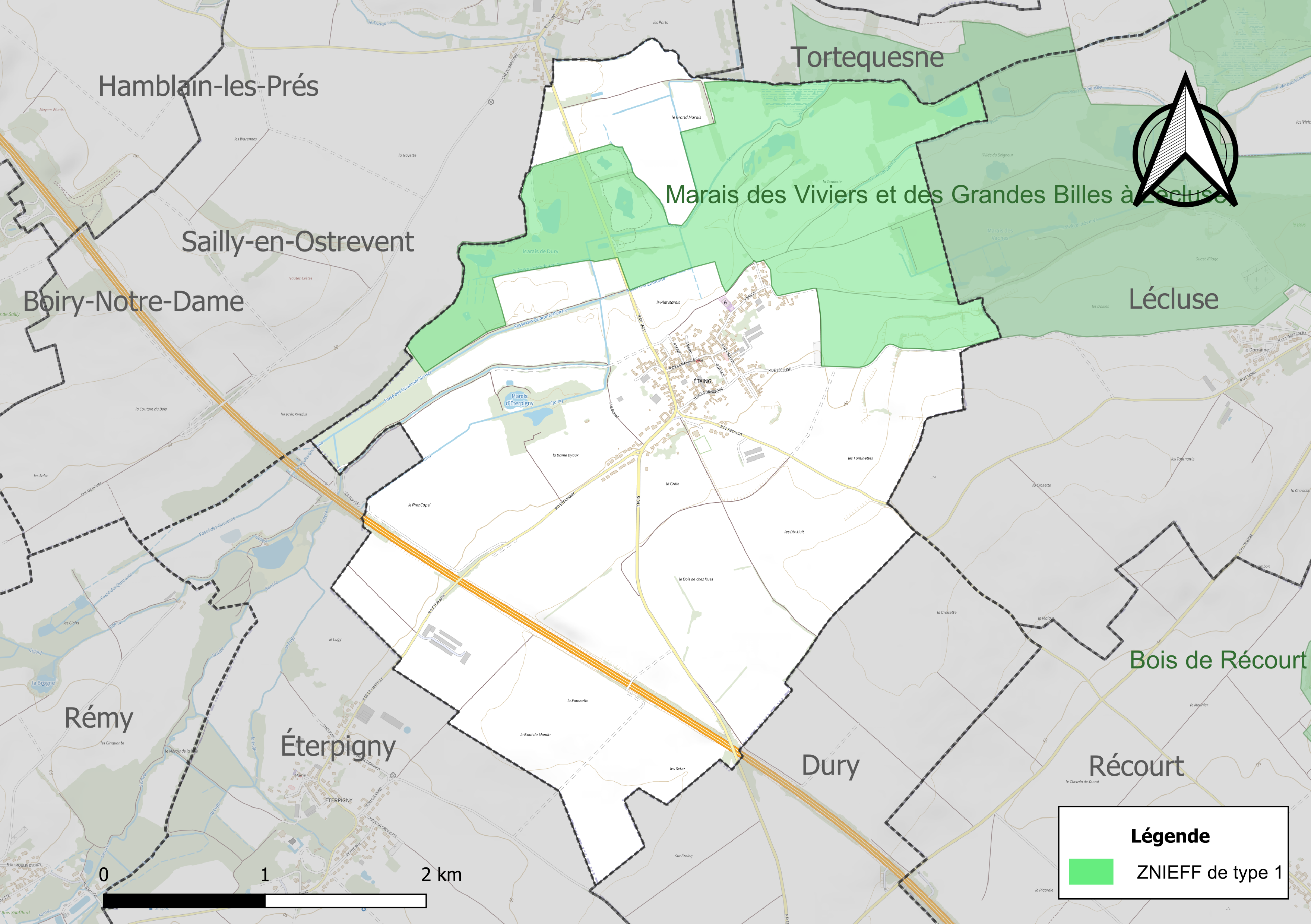
Carte de la ZNIEFF de type 1 sur la commune.
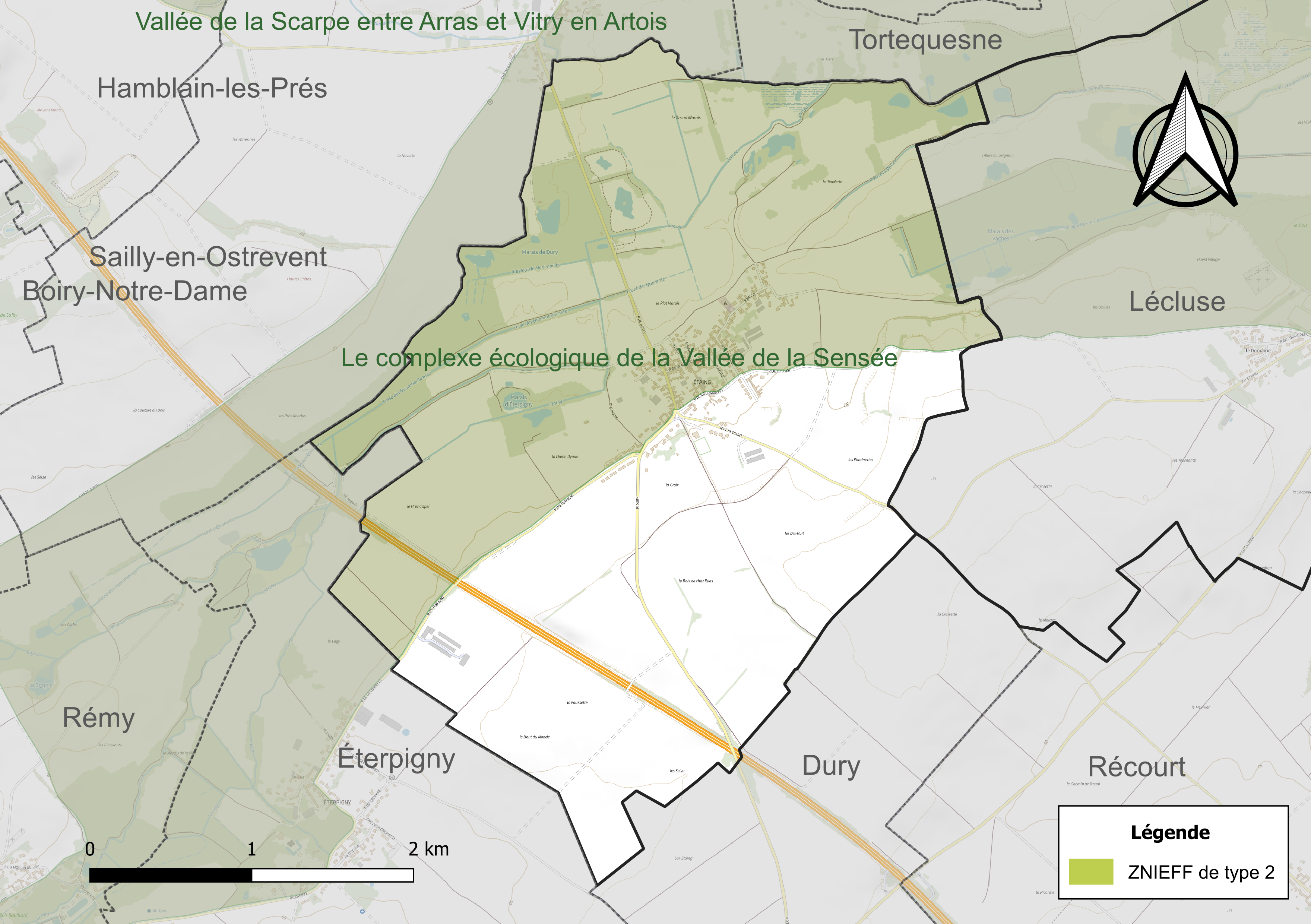
Carte de la ZNIEFF de type 2 sur la commune.

## Urbanisme

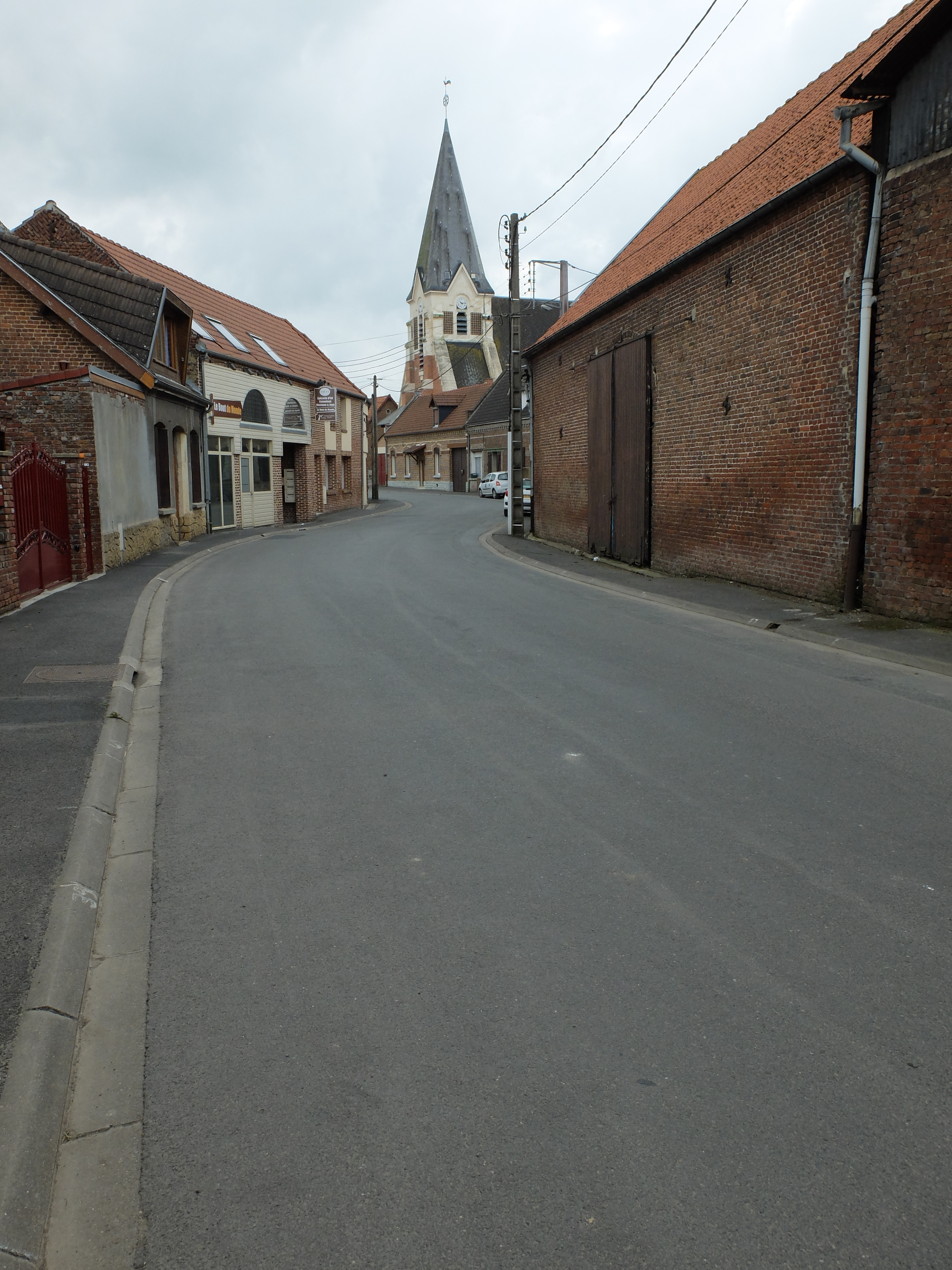
La rue de la Mairie.

### Typologie
Au 1er janvier 2024, Étaing est catégorisée commune rurale à habitat dispersé, selon la nouvelle grille communale de densité à sept niveaux définie par l'Insee en 2022.
Elle est située hors unité urbaine. Par ailleurs la commune fait partie de l'aire d'attraction de Douai, dont elle est une commune de la couronne,. Cette aire, qui regroupe 61 communes, est catégorisée dans les aires de 50 000 à moins de 200 000 habitants,.

### Occupation des sols
L'occupation des sols de la commune, telle qu'elle ressort de la base de données européenne d’occupation biophysique des sols Corine Land Cover (CLC), est marquée par l'importance des territoires agricoles (83,1 % en 2018), en diminution par rapport à 1990 (86,3 %). La répartition détaillée en 2018 est la suivante : 
terres arables (80,7 %), forêts (8,3 %), zones urbanisées (5 %), zones humides intérieures (3,6 %), prairies (2,3 %). L'évolution de l’occupation des sols de la commune et de ses infrastructures peut être observée sur les différentes représentations cartographiques du territoire : la carte de Cassini (XVIIIe siècle), la carte d'état-major (1820-1866) et les cartes ou photos aériennes de l'IGN pour la période actuelle (1950 à aujourd'hui).

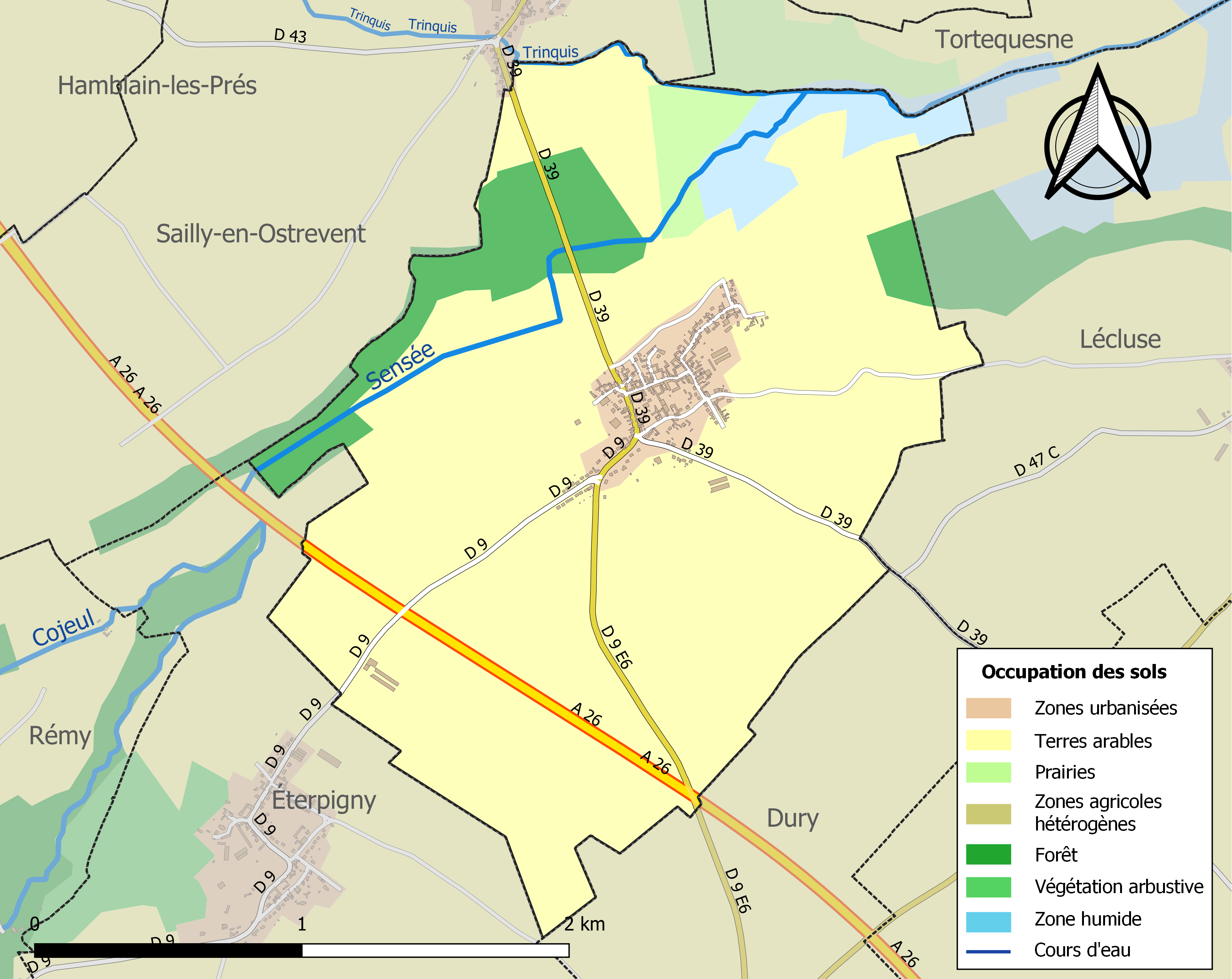
Carte des infrastructures et de l'occupation des sols de la commune en 2018 (CLC).

### Voies de communication et transports

#### Voies de communication
La commune est desservie par les routes départementales D 9 et D 39 et est située à 13 km, à l'est, de la sortie no 15 de l'autoroute A 26, aussi appelé autoroute des Anglais, reliant Calais à Troyes.

#### Transport ferroviaire
La commune se trouve à 19 km, à l'est, de la gare d'Arras, située sur la ligne de Paris-Nord à Lille, desservie par des TGV inOui et des trains régionaux du réseau TER Hauts-de-France.

## Toponymie

### Attestations anciennes
Le nom de la localité est attesté sous les formes Stohengh en 1089 ; Stohem au XIIe siècle ; Estohaign en 1212 ; Stoham en 1226 ; Stohaign en 1227 ; Estohaing en 1313 ; Estohaingn en 1381 ; Estehaing en 1425 ; Esthins en 1721 ; Estain en 1726 ; Esthoing dit Estain au XVIIIe siècle, Estaing en 1793 ; Estoing puis Étaing depuis 1801.
Stohengh (1089), Stohaing (1157), Stohen (vers 1170), Estohaign (1212).

## Histoire

### Première Guerre mondiale
La commune est décorée de la croix de guerre 1914-1918 par décret du 23 septembre 1920, distinction également attribuée à 276 autres communes du Pas-de-Calais.

## Politique et administration

### Découpage territorial
La commune se trouve dans l'arrondissement d'Arras du département du Pas-de-Calais, depuis 1801.

#### Commune et intercommunalités
La commune est membre de la communauté de communes Osartis Marquion.

#### Circonscriptions administratives
La commune est rattachée au canton de Brebières. Avant le redécoupage cantonal de 2014, elle était, depuis 1801, rattachée au canton de Vitry-en-Artois.

#### Circonscriptions électorales
Pour l'élection des députés, la commune fait partie de la première circonscription du Pas-de-Calais.

### Élections municipales et communautaires

#### Liste des maires
| Période                                  | Période                       | Identité           | Étiquette | Qualité |
| ---------------------------------------- | ----------------------------- | ------------------ | --------- | ------- |
| Les données manquantes sont à compléter. |                               |                    |           |         |
| 1959                                     | 1977                          | M. Lepoivre (père) |           |         |
| 1977                                     | 2014                          | Daniel Lepoivre    | PCF       |         |
| 2014,                                    | En cours (au 24 janvier 2015) | Jean-Louis Capiez  |           |         |

## Équipements et services publics

### Enseignement
La commune est située dans l'académie de Lille et dépend, pour les vacances scolaires, de la zone B.
La commune administre une école primaire.

### Justice, sécurité, secours et défense
La commune dépend du tribunal judiciaire d'Arras, du conseil de prud'hommes d'Arras, de la cour d'appel de Douai, du tribunal de commerce d'Arras, du tribunal administratif de Lille, de la cour administrative d'appel de Douai, du pôle nationalité du tribunal judiciaire d’Arras et du tribunal pour enfants d'Arras.

## Population et société

### Démographie
Les habitants sont appelés les Étaignois.

L'évolution du nombre d'habitants est connue à travers les recensements de la population effectués dans la commune depuis 1793. Pour les communes de moins de 10 000 habitants, une enquête de recensement portant sur toute la population est réalisée tous les cinq ans, les populations de référence des années intermédiaires étant quant à elles estimées par interpolation ou extrapolation. Pour la commune, le premier recensement exhaustif entrant dans le cadre du nouveau dispositif a été réalisé en 2008.

En 2022, la commune comptait 465 habitants, en évolution de +4,73 % par rapport à 2016 (Pas-de-Calais : −0,72 %, France hors Mayotte : +2,11 %).
| 1793 | 1800 | 1806 | 1821 | 1831 | 1836 | 1841 | 1846 | 1851 |
| ---- | ---- | ---- | ---- | ---- | ---- | ---- | ---- | ---- |
| 505  | 503  | 636  | 695  | 685  | 665  | 694  | 695  | 724  |

| 1856 | 1861 | 1866 | 1872 | 1876 | 1881 | 1886 | 1891 | 1896 |
| ---- | ---- | ---- | ---- | ---- | ---- | ---- | ---- | ---- |
| 700  | 745  | 786  | 770  | 756  | 724  | 721  | 632  | 608  |

| 1901 | 1906 | 1911 | 1921 | 1926 | 1931 | 1936 | 1946 | 1954 |
| ---- | ---- | ---- | ---- | ---- | ---- | ---- | ---- | ---- |
| 591  | 583  | 543  | 370  | 386  | 376  | 360  | 362  | 364  |

| 1962 | 1968 | 1975 | 1982 | 1990 | 1999 | 2006 | 2008 | 2013 |
| ---- | ---- | ---- | ---- | ---- | ---- | ---- | ---- | ---- |
| 355  | 353  | 383  | 366  | 356  | 367  | 416  | 430  | 439  |

| 2018 | 2022 | - | - | - | - | - | - | - |
| ---- | ---- | - | - | - | - | - | - | - |
| 455  | 465  | - | - | - | - | - | - | - |

#### Pyramide des âges
En 2018, le taux de personnes d'un âge inférieur à 30 ans s'élève à 36,7 %, soit au-dessus de la moyenne départementale (36,7 %). À l'inverse, le taux de personnes d'âge supérieur à 60 ans est de 18,2 % la même année, alors qu'il est de 24,9 % au niveau départemental.
En 2018, la commune comptait 229 hommes pour 226 femmes, soit un taux de 50,33 % d'hommes, légèrement supérieur au taux départemental (48,5 %).
Les pyramides des âges de la commune et du département s'établissent comme suit.
| Hommes | Classe d’âge | Femmes |
| ------ | ------------ | ------ |
| 0,0    | 90 ou +      | 0,4    |
| 4,8    | 75-89 ans    | 5,8    |
| 11,4   | 60-74 ans    | 14,2   |
| 18,3   | 45-59 ans    | 18,6   |
| 25,8   | 30-44 ans    | 27,4   |
| 16,2   | 15-29 ans    | 11,1   |
| 23,6   | 0-14 ans     | 22,6   |

| Hommes | Classe d’âge | Femmes |
| ------ | ------------ | ------ |
| 0,5    | 90 ou +      | 1,6    |
| 5,6    | 75-89 ans    | 8,9    |
| 16,7   | 60-74 ans    | 18,1   |
| 20,2   | 45-59 ans    | 19,2   |
| 18,9   | 30-44 ans    | 18,1   |
| 18,2   | 15-29 ans    | 16,2   |
| 19,9   | 0-14 ans     | 17,9   |

## Culture locale et patrimoine

### Lieux et monuments
- L'église Notre-Dame, détruite lors de la Première Guerre mondiale et reconstruite en 1923, sur les plans de l’architecte Pierre Leprince-Ringuet.
- Le monument aux morts[41].

### Personnalités liées à la commune
- Guillaume Laloux (1975-), coureur cycliste, né dans la commune.

### Héraldique
| Blason de Étaing | Blason  | D'azur à trois fleurs de lis d'argent ; au franc-canton de gueules au lion d'or et bordé du même ; le tout enfermé dans une bordure d'or. Ornements extérieursCroix de guerre 1914-1918 |
| Blason de Étaing | Détails | Le statut officiel du blason reste à déterminer. |

## Pour approfondir